# Pacto de silencio (serie de televisión)
Pacto de silencio es una serie de televisión por internet de crimen, drama y misterio mexicana, creada por José Vicente Spataro. Se estrenó en Netflix el 11 de octubre de 2023.

## Argumento
Motivada por la venganza y en busca de la verdad sobre sus propios orígenes, Brenda Rey, una joven y exitosa influencer, se lanza de cabeza a una peligrosa aventura. Su plan es encontrar a su ausente madre, que la abandonó poco después de haber nacido, y vindicarse por el sufrimiento que vivió cuando era niña. En busca de respuestas, aborda a Ramona Castro, quien está conectada con cuatro mujeres. Dichas mujeres, que además son mejores amigas, fueron quienes abandonaron a Brenda cuando era una bebé, y ella sospecha que una de ellas es su madre biológica. Para promover sus intereses y descubrir la verdad, Brenda decide infiltrarse en secreto e influir en la vida de las cuatro amigas: Fernanda Alarcón, Martina Robles, Sofía Estrada, e Irene Bustamante. A medida que Brenda se acerca a sus objetivos y se embarca en un peligroso juego de amor, se topa con verdades impactantes que amenazan su propia vida mientras los involucrados hacen todo lo posible para mantener enterrados los secretos del pasado.

## Reparto

### Principales
- Adriana Louvier como Fernanda Alarcón, una mujer conservadora que aparenta llevar una vida perfecta, pero tiene problemas con el alcohol y su familia[3]
  - Michelle Olvera como Fernanda Alarcón de adolescente[4]
- Marimar Vega como Martina Robles, una  empresaria que rehúye de las relaciones formales y solo gusta de tener relaciones sexuales con hombres jóvenes[3]
  - Valentina Dreser como Martina Robles de adolescente[4]
- Litzy como Sofía Estrada, una escritora de poco éxito con problemas económicos, pero que tiene una familia que la apoya[3]
  - Isabella Sierra como Sofía Estrada de adolescente[4]
- Kika Edgar como Irene Bustamante, una política candidata a jefa de Gobierno de Ciudad de México[3]
  - Natalia Coronado como Irene Bustamante de adolescente[4]
- Camila Valero como Brenda Rey, una famosa influencer que busca vengarse de las mujeres que la abandonaron cuando era niña, en especial de su madre[3]
  - Tania Nicole como Brenda Rey de niña[4]

### Recurrentes
- Martín Barba como Alex Peralta, el mejor amigo y mánager de Brenda[3]
- Rodolfo Salas como Omar Santana, un estríper contratado por Brenda para ayudarla en su plan de venganza[3]
- José Manuel Rincón como Adriano Carbajal, el hijastro de Irene e hijo de Ricardo Carbajal[3]
- Antonio de la Vega como Ricardo Carbajal, el esposo enfermo de Irene[3]
- Erick Chapa como Rodrigo Durán, el esposo de Fernanda, con quien tiene problemas matrimoniales[3]
  - Jaime Maqueo como Rodrigo Durán de adolescente[4]
- Juan Pablo Fuentes como Tomás Durán, el hijo adolescente de Fernanda y Rodrigo, y hermano de Samantha Durán[3]
- Farah Justiniani como Samantha Durán, la hija adolescente de Fernanda y Rodrigo, y hermana de Tomás[3]
- Rubén Zamora como Enrique Hernández, un pederasta y exprofesor del internado la Victoria exclusivo para mujeres, acusado de abusar de las alumnas del mismo[4]
- Jorge Luis Moreno como Manuel Torres, el esposo de Sofía[4]
- Ricardo Abarca como César Herrera, el hermano de un conserje que trabajaba en el internado la Victoria[3]
- Alejandra Zaid como Itzel Chaparro, una joven drogadicta que es amiga de Alex y Brenda, y creció con esta última[3]
- Maru Bravo como Carmen, la cocinera del internado la Victoria, que se hizo cargo de Brenda en sus primeros años[4]
- Gabriel Angulo como Julián, un doctor que es amigo de Brenda y Alex[3]
- Mailen Aboitiz como Camila, la hija pequeña de Sofía[4]
- Chantal Andere como Ramona Castro, la exdirectora del internado la Victoria, que encubrió el abandono de Brenda[5]
- Marco Tostado como Jorge, el hijo de Ramona[4]
- Sophie Gaelle como Gloria, la novia de Ramona[3]
- Daniel Medina como Gustavo, un abogado amigo de Alex[3]
- Alberto Lomnitz como Javier, el director de la editorial que publicó el único libro exitoso de Sofía[4]
- Francisco Peralta como Jacinto[4]
- Sonia Couoh como Rafaela, una trabajadora de la campaña política de Irene[4]
- Angélica Rogel como Lourdes[4]
- Ana Abarca como La Chale, una influencer contratada por Irene para desprestigiar la carrera de Brenda[4]

## Episodios
| N.º | Título              | Fecha de lanzamiento original |
| --- | ------------------- | ----------------------------- |
| 1 | «Todas o ninguna»   | 12 de octubre de 2023         |
| Con ayuda de su mánager Alex, Brenda pone en marcha su maquiavélico plan de venganza. ¿El primer paso? Interrogar a una testigo clave del pasado.                             |                     |                               |
| 2 | «La feria»          | 12 de octubre de 2023         |
| Brenda se infiltra en la vida de Sofía para poder acercarse a una figura poderosa. Un momento trágico del pasado de las mujeres se revela.                                    |                     |                               |
| 3 | «El hater»          | 12 de octubre de 2023         |
| El plan para engañar a Martina toma forma. Sofía recibe una llamada misteriosa. Un intruso aparentemente inofensivo se convierte en una verdadera amenaza para Brenda.        |                     |                               |
| 4 | «Traiciones»        | 12 de octubre de 2023         |
| Una persona insospechada cuida a Brenda, que rápidamente planta pruebas para sabotear el matrimonio de Fernanda. Irene discute con Adriano por su nueva amistad.              |                     |                               |
| 5 | «Acosada»           | 12 de octubre de 2023         |
| Brenda se disfraza y visita a Enrique, pero sus incesantes esfuerzos solo provocan un nuevo desastre que sorprende a todos, incluso a ella.                                   |                     |                               |
| 6 | «Primera dama»      | 12 de octubre de 2023         |
| Se produce una emboscada que casi termina en tragedia. Sin miedo a armar escándalos, Brenda pone la mira en un nuevo objetivo: Irene.                                         |                     |                               |
| 7 | «Odio mortal»       | 12 de octubre de 2023         |
| Itzel visita el campo de golf para cumplir una misión. Brenda le advierte a Irene que no será fácil deshacerse de ella. Luego, Brenda y Alex hacen un macabro descubrimiento. |                     |                               |
| 8 | «El hermano»        | 12 de octubre de 2023         |
| Brenda decide ayudar a César a descubrir la verdad y, al mismo tiempo, utilizarlo en su beneficio. Manuel desconfía cada vez más de Sofía.                                    |                     |                               |
| 9 | «Golpe bajo»        | 12 de octubre de 2023         |
| César revela algo impactante. En medio del misterio que rodea la identidad de su padre, Brenda duda de sus acciones. Itzel se aprovecha de la debilidad de Fernanda.          |                     |                               |
| 10 | «Verdades»          | 12 de octubre de 2023         |
| Las mujeres se reúnen para urdir una estrategia. Tomás promete tomar represalias, pero sus motivos salen a la luz. La sed de venganza de Brenda se intensifica.               |                     |                               |
| 11 | «La mente maestra»  | 12 de octubre de 2023         |
| El poder de Ricardo —y sus perversos deseos— quedan al descubierto. Mientras todo empieza a desmoronarse, Adriano le hace una propuesta inesperada a Brenda.                  |                     |                               |
| 12 | «Estocadas»         | 12 de octubre de 2023         |
| Una pequeña evidencia deja entrever una gran revelación. Mientras César quiere ir a la policía, Brenda tiene pensado algo mucho más siniestro.                                |                     |                               |
| 13 | «Confesión»         | 12 de octubre de 2023         |
| César sufre un ataque. Salen a la luz secretos que podrían arruinar la vida profesional y personal de Sofía. Brenda lidia con una sorprendente confesión.                     |                     |                               |
| 14 | «Del amor al odio»  | 12 de octubre de 2023         |
| Preocupada, Brenda le advierte a César que se aleje de Adriano. Luego, Brenda logra dividir a las mujeres, que se enfrentan al dilema más difícil de todos.                   |                     |                               |
| 15 | «Lucía vive»        | 12 de octubre de 2023         |
| Las mujeres participan en una actividad ilícita con la intención de corroborar la historia de Brenda. Más tarde, la supuesta madre de la joven aparece.                       |                     |                               |
| 16 | «Un nuevo amor»     | 12 de octubre de 2023         |
| Una conversación con Enrique destroza a Brenda. César se deja llevar por sus sentimientos. El médico explica lo que realmente le sucedió a Itzel.                             |                     |                               |
| 17 | «Dolorosa victoria» | 12 de octubre de 2023         |
| Ricardo se ve envuelto en un enfrentamiento. Brenda no responde las llamadas de Alex. Irene, sin imaginar la tragedia que está teniendo lugar, celebra una victoria.          |                     |                               |
| 18 | «Yo soy tu madre»   | 12 de octubre de 2023         |
| Un desgarrador recuerdo arroja luz sobre la causa del sufrimiento de Brenda, que se siente cada vez más frustrada. ¿Conseguirá obtener la confesión que tanto espera?         |                     |                               |

## Producción
Las grabaciones de la serie comenzaron en diciembre de 2022, con locaciones en la ciudad de Orizaba, específicamente en la localidad de Soledad de Doblado.